# Austro-Daimler

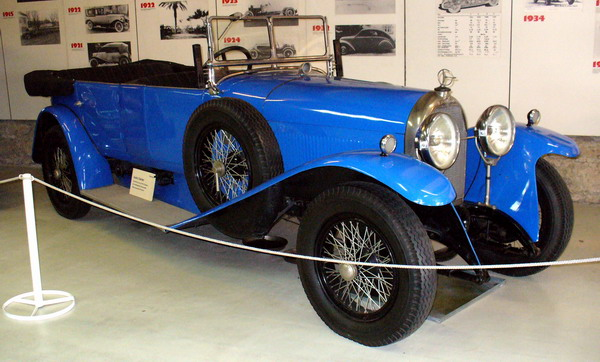
Austro-Daimler ADM 1923

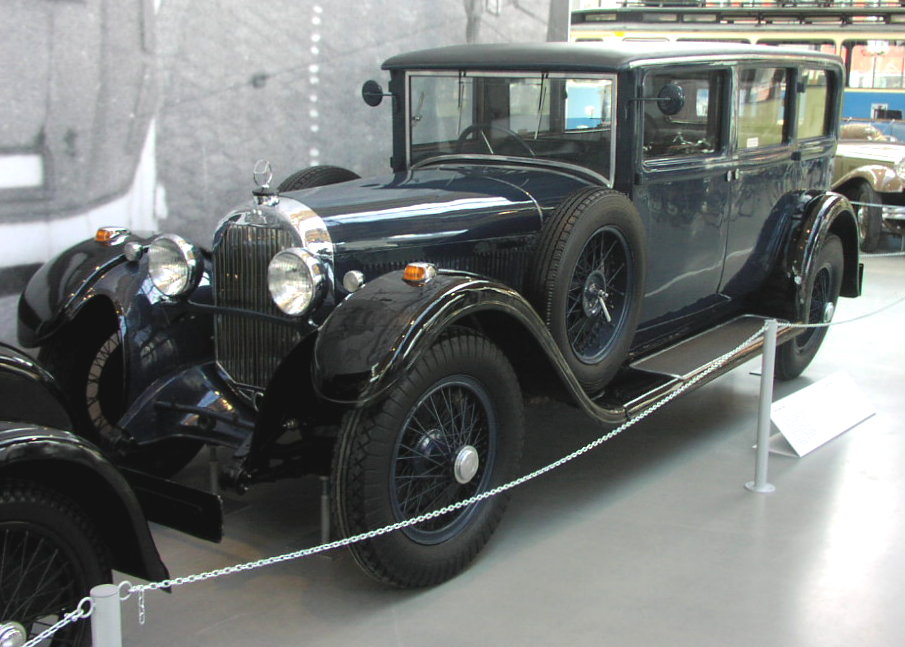
Austro-Daimler ADR 1928

Austro-Daimler was een Oostenrijks (Oostenrijks-Hongaars) automerk.
Het bedrijf werd opgericht als Machinefabriek Bierentz, Fischer & Co., die in 1899 een licentie nam op de productie van Daimler wagens en motoren. Het noemde zich vervolgens Österreichische Daimler Motoren Gesellschaft. Tussen 1902 en 1905 was Paul Daimler hoofdconstructeur bij de firma. Hij werd opgevolgd door Ferdinand Porsche. In 1911 werden alle contacten met Daimler verbroken en ging de onderneming verder onder de naam Austro-Daimler.  
Porsche ontwierp de 22/80PK, die in de 1910-editie van de Prinz Heinrich Fahrt de eerste drie podiumplaatsen bezette. Gedurende de Eerste Wereldoorlog produceerde de onderneming vrachtwagens voor het leger. Voertuigen met een laadvermogen van 1,5 en 3 ton en met vierwielaandrijving werden geleverd tijdens de oorlogsjaren. Na de Eerste Wereldoorlog bouwde Austro-Daimler vrij dure en grote auto's, zoals de AD617 en de ADM 1. Porsche probeerde al in die tijd een kleine volksauto te ontwerpen en bij Austro-Daimler ontwierp hij de Austro-Daimler Sascha, ook wel bekend als "Sascha-Porsche". Hoewel geen verkoopsucces bleek deze auto vrij succesvol in de racerij te zijn.
Nadat Porsche in 1923 de firma had verlaten concentreerde Austro-Daimler zich op grote luxe auto's. De in 1926 gepresenteerde ADR was een goed voorbeeld hiervan. De ADR werd verder ontwikkeld tot ADR Sport en ADR Bergmeister. In 1928 fuseerde Austro-Daimler met Puch. Men bleef auto's produceren onder de eigen naam, tot in 1934 Austro-Daimler/Puch fuseerde met Steyr om Steyr-Daimler-Puch te vormen. De laatste Austro-Daimler was de ADR 8.